# Hear me out
Hear me out is het derde album van de Nederlandse zanger, gitarist en pianist VanVelzen. Het album bevat negen liedjes.
Roel van Velzen maakte op 13 februari 2009 bekend dat er een tweedelig album zou komen, waarvan dit het tweede deel is. Het eerste deel Take me in werd uitgebracht op 15 mei 2009. Het tweede deel Hear me out werd uitgebracht op 4 september 2009. Aan het laatste nummer van het album werkte Armin van Buuren mee.
Bij het dubbelalbum Take me in & Hear me out – Complete Edition wordt de DVD Live at Paradiso meegeleverd.

## Tracklist
| Nr. | Titel                | Duur |
| --- | -------------------- | ---- |
| 1.  | I'm here             | 3:44 |
| 2.  | Crawl                | 4:00 |
| 3.  | When summer ends     | 3:55 |
| 4.  | Was it worth it?     | 4:29 |
| 5.  | Anything is possible | 3:34 |
| 6.  | Other side of me     | 3:11 |
| 7.  | Bigger heart         | 3:39 |
| 8.  | Hear me out          | 5:11 |
| 9.  | Broken tonight       | 6:08 |

## Singles
| Single met eventuele hitnotering(en) in de Nederlandse Top 40 | Datum van verschijnen | Datum van binnenkomst | Hoogste positie | Aantal weken | Opmerkingen                                     |
| ------------------------------------------------------------- | --------------------- | --------------------- | --------------- | ------------ | ----------------------------------------------- |
| When summer ends                                              | 19-01-2008            | 23-02-2008            | 6               | 14           | uit Zomerhitte / #6 in de Single Top 100        |
| Other side of me                                              | 28-08-2009            | 05-09-2009            | tip4            | -            | #8 in de Single Top 100                         |
| Broken tonight                                                | 23-10-2009            | 28-11-2009            | 33              | 3            | met Armin van Buuren / #63 in de Single Top 100 |

## Hitnotering

### NederlandseAlbum Top 100
| Hitnotering: 12-09-2009 t/m 24-10-2009 | Hitnotering: 12-09-2009 t/m 24-10-2009 | Hitnotering: 12-09-2009 t/m 24-10-2009 | Hitnotering: 12-09-2009 t/m 24-10-2009 | Hitnotering: 12-09-2009 t/m 24-10-2009 | Hitnotering: 12-09-2009 t/m 24-10-2009 | Hitnotering: 12-09-2009 t/m 24-10-2009 | Hitnotering: 12-09-2009 t/m 24-10-2009 | Hitnotering: 12-09-2009 t/m 24-10-2009 |
| Week:                                  | 1                                      | 2                                      | 3                                      | 4                                      | 5                                      | 6                                      | 7                                      |                                        |
| -------------------------------------- | -------------------------------------- | -------------------------------------- | -------------------------------------- | -------------------------------------- | -------------------------------------- | -------------------------------------- | -------------------------------------- | -------------------------------------- |
| Positie:                               | 9                                      | 31                                     | 34                                     | 55                                     | 62                                     | 80                                     | 96                                     | uit                                    |